# Ideobisium puertoricense
Espèce
Ideobisium puertoricense est une espèce de pseudoscorpions de la famille des Syarinidae.

## Distribution
Cette espèce est endémique des Antilles. Elle se rencontre à Porto Rico et en République dominicaine.

## Description
Le mâle holotype d'Ideobisium puertoricense puertoricense mesure 1,8 mm et les femelles de 1,7 à 2,4 mm et le mâle holotype d'Ideobisium puertoricense cavicola mesure 2,1 mm et les femelles de 2,0 à 2,75 mm.

## Liste des sous-espèces
Selon Pseudoscorpions of the World (version 3.0) :
- Ideobisium puertoricense cavicola Muchmore, 1982
- Ideobisium puertoricense puertoricense Muchmore, 1982

## Étymologie
Son nom d'espèce, composé de puertoric[o] et du suffixe latin -ense, « qui vit dans, qui habite », lui a été donné en référence au lieu de sa découverte, Porto Rico.

## Publication originale
- Muchmore, 1982 : The genera Ideobisium and Ideoblothrus, with remarks on the family Syarinidae (Pseudoscorpionida). Journal of Arachnology, vol. 10, no 3, p. 193-221 (texte intégral).